# Ernst von Petersdorff
Ernst Karl Gustav von Petersdorff (* 22. August 1841 in Friedeberg (Neumark); † 23. Februar 1903 in Berlin) war ein preußischer Generalleutnant und Kommandeur der 17. Division.

## Leben

### Herkunft
Ernst entstammte dem Adelsgeschlecht von Petersdorff. Er war ein Sohn des preußischen Landrats und Fideikommissherrn Heinrich von Petersdorff (1797–1888) und dessen Ehefrau Wilhelmine, geborene von Blücher (1812–1893).

### Militärkarriere
Nach dem Besuch des Kadettenkorps wurde Petersdorff am 6. März 1860 als Sekondeleutnant dem 1. Garde-Regiment zu Fuß der Preußischen Armee überwiesen. Er war von Mai 1863 bis April 1866 als Ausbilder an die Unteroffizierschule in Potsdam kommandiert. Während des folgenden Krieges gegen Österreich nahm er an der Schlacht bei Königgrätz und wurde schwer verletzt. Ausgezeichnet mit dem Kronen-Orden IV. Klasse mit Schwertern avancierte Petersdorff Ende Oktober 1866 zum Premierleutnant und absolvierte von Oktober 1867 bis Ende Juni 1870 zur weiteren Ausbildung die Kriegsakademie. Bei der Mobilmachung anlässlich des Krieges gegen Frankreich kam Petersdorff Mitte Juli 1870 zunächst zum Ersatz-Bataillon seines Regiments, war ab Ende August 1870 als Adjutant zum Gouvernement von Mainz kommandiert und unter Belassung in diesem Verhältnis Ende November 1870 zum Hauptmann befördert sowie seinem Regiment aggregiert worden.
Nach dem Friedensschluss wurde Petersdorff Ende Dezember 1871 von seinem Kommando entbunden, in sein Stammregiment einrangiert und zum Chef der 4. Kompanie ernannt. Ab Januar 1877 war er Chef der 6. Kompanie, in der auch der spätere Kaiser Wilhelm II. diente. Daran schloss sich unter Stellung à la suite von Ende Mai 1878 bis Mitte Februar 1882 eine Verwendung als Kommandeur der Unteroffizierschule Potsdam an. In dieser Stellung zum Major befördert, wurde Petersdorff anschließend Kommandeur des II. Bataillons und übernahm Ende Mai 1882 das Füsilier-Bataillon seines Regiments. Am 23. September 1884 erfolgte seine Ernennung zum Flügeladjutanten von Kaiser Wilhelm I. und Mitte Juli 1885 die Beförderung zum Oberstleutnant. Zugleich war Petersdorff ab Ende Januar 1888 Kommandeur der Schloßgarde-Kompanie sowie Mitglied der General-Ordens-Kommission. Nach dem Tod des Kaisers wurde er auch Flügeladjutant bei dessen Nachfolger Friedrich III. Am 19. Juni 1888 wurde er unter Stellung à la suite mit der Führung des 2. Garde-Regiments zu Fuß beauftragt und trat Anfang Juli 1888 von der General-Ordens-Kommission zurück. Am 4. August 1888 avancierte Petersdorff zum Oberst und Regimentskommandeur und wurde als Flügeladjutant weitergeführt. Nachdem man ihn am 18. November 1890 zunächst mit der Führung der 9. Infanterie-Brigade beauftragt hatte, wurde er am 15. Dezember 1890 Generalmajor und Brigadekommandeur. Unter Beförderung zum Generalleutnant erfolgte am 14. Mai 1894 seine Ernennung zum Kommandeur der 1. Division. In gleicher Eigenschaft war Petersdorff ab dem 27. Januar 1895 bei der 17. Division tätig, bis er in Genehmigung seines Abschiedsgesuches am 15. Mai 1897 mit Pension zur Disposition gestellt wurde.

## Familie
Petersdorff heiratete am 27. Mai 1867 in Hohenholz Jenny von Eickstedt-Peterswaldt (1845–1931). Das Paar hatte mehrere Kinder:
- Else (1868–1953) ⚭ 1887 Paul von Eckartsberg (1862–1918), preußischer Generalmajor
- Wally (1869–1961) ⚭ 1889 Otto von Heintze (1863–1934), preußischer Generalmajor[3]
- Viktor (1871–1945) ⚭ 1898 Elisabeth von Mitzlaff (1878–1957)
- Bodo Ernst (1876–1931) ⚭ 1905 Adele von Parpart (1883–1958)